# 浦里
浦里（うらさと）は、愛知県名古屋市緑区の町名。現行行政地名は浦里一丁目から浦里五丁目。住居表示未実施。

## 地理
名古屋市緑区の北西部に位置し、東・南・北に鳴海町、西に南区砂口町と星宮町と阿原町と接する。

### 河川
- 天白川

## 歴史

### 町名の由来
名古屋市立浦里小学校の校名による。「浦里」との名は、元名古屋市立鳴海小学校校長らが中心となって選定された。当地は笠寺台地と鳴海丘陵の間に位置し、古くから「鳴海潟」と呼ばれていた。「鳴海潟」との名がつくようにかつて当地は波の打ち寄せる海辺であり、この付近の様子がしばしば景勝地として和歌に登場した。「なるみがた　しほのみちひのたびごとに　道ふるかふる　浦の旅人」（宗良親王）などそれらの古歌には「浦」や「里」といった言葉が見られることからこの名が選定されたという。

### 近代までの沿革

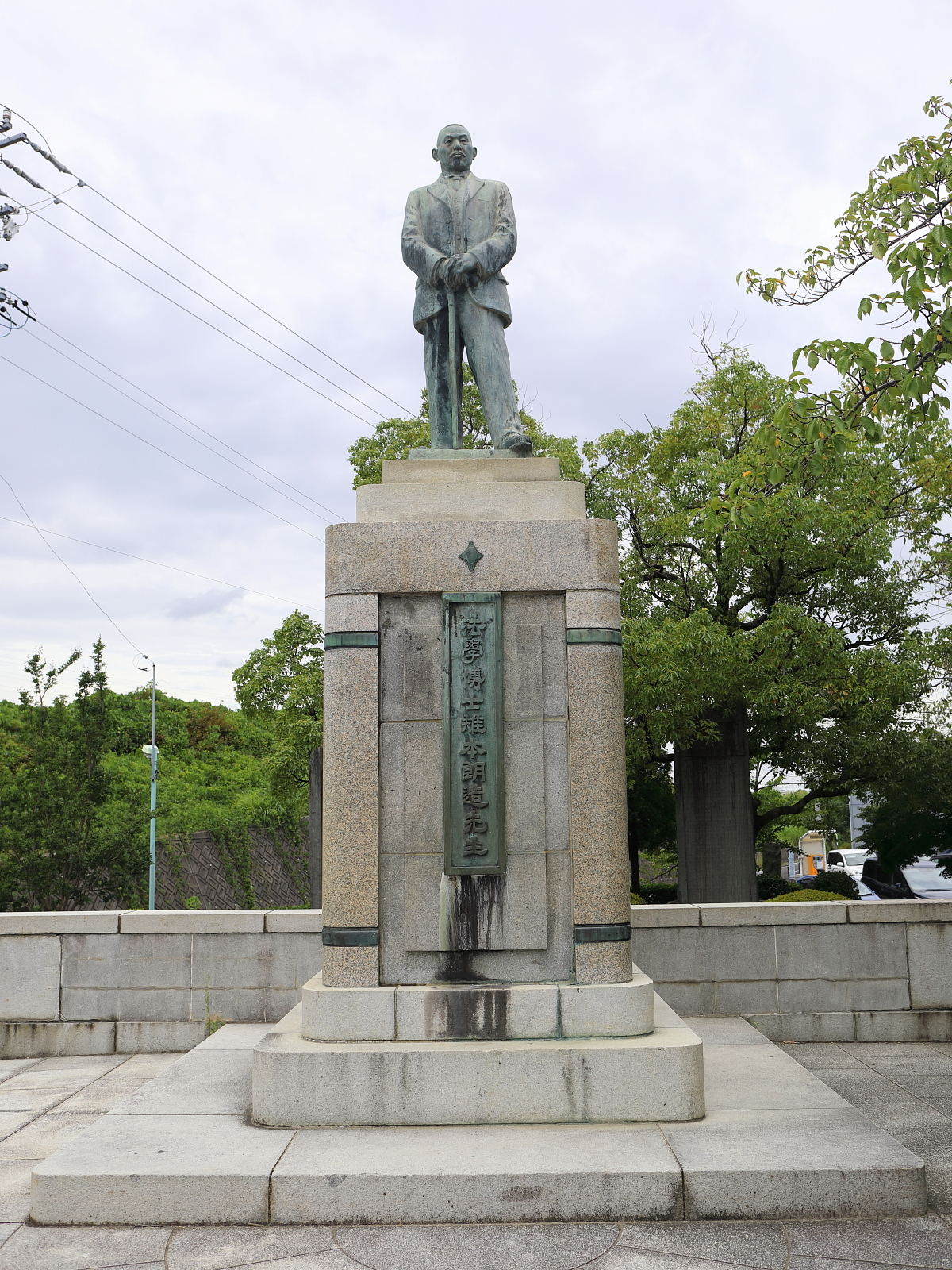
雉本朗造像（2020年）

前述の通り古代当地周辺は海辺であったが、次第に鳴海潟は干潟となった。後に新田が開発されるようになり、戦後まで当地一帯は水田地帯であった。江戸時代初期には北部に東海道が整備された。1967年（昭和42年）に県営団地が開発され、以降当地は中高層住宅が並ぶ都会となっている。
当地は、元京都大学教授の法学者である雉本朗造が主導した「鳴海小作争議」ゆかりの地である。雉本は鳴海小作争議を指導し、小作人の権利向上に貢献した。この功績から当地には雉本の銅像が建てられている。

### 行政区画の沿革
- 1982年（昭和57年） - 鳴海町の一部より浦里一～五丁目が成立[6]。

## 世帯数と人口
2019年（平成31年）3月1日現在の世帯数と人口は以下の通りである。
| 丁目       | 世帯数    | 人口    |
| ---------- | --------- | ------- |
| 浦里一丁目 | 848世帯   | 1,802人 |
| 浦里二丁目 | 98世帯    | 200人   |
| 浦里三丁目 | 643世帯   | 1,310人 |
| 浦里四丁目 | 1,202世帯 | 2,334人 |
| 浦里五丁目 | 548世帯   | 1,141人 |
| 計         | 3,339世帯 | 6,787人 |

### 人口の変遷
国勢調査による人口の推移
| 1995年（平成7年）  | 8,354人 | [ 7 ]  |  |
| 2000年（平成12年） | 7,070人 | [ 8 ]  |  |
| 2005年（平成17年） | 7,141人 | [ 9 ]  |  |
| 2010年（平成22年） | 6,817人 | [ 10 ] |  |
| 2015年（平成27年） | 6,800人 | [ 11 ] |  |

## 学区
市立小・中学校に通う場合、学校等は以下の通りとなる。また、公立高等学校に通う場合の学区は以下の通りとなる。なお、小・中学校は学校選択制度を導入しておらず、番毎で各学校に指定されている。
| 丁目       | 小学校                                                         | 中学校                                      | 高等学校 |
| ---------- | -------------------------------------------------------------- | ------------------------------------------- | -------- |
| 浦里一丁目 | 名古屋市立浦里小学校                                           | 名古屋市立千鳥丘中学校                      | 尾張学区 |
| 浦里二丁目 | 名古屋市立片平小学校 名古屋市立浦里小学校                      | 名古屋市立千鳥丘中学校                      | 尾張学区 |
| 浦里三丁目 | 名古屋市立鳴海小学校 名古屋市立片平小学校 名古屋市立浦里小学校 | 名古屋市立鳴海中学校 名古屋市立千鳥丘中学校 | 尾張学区 |
| 浦里四丁目 | 名古屋市立浦里小学校                                           | 名古屋市立千鳥丘中学校                      | 尾張学区 |
| 浦里五丁目 | 名古屋市立鳴海小学校                                           | 名古屋市立鳴海中学校                        | 尾張学区 |

## 交通
- 愛知県道36号諸輪名古屋線
- 愛知県道59号名古屋中環状線

## 施設

### 浦里一丁目
- 名古屋市立浦里小学校
- 名古屋市鳴海プール
- 浦里公園
- 浦里コミュニティセンター
- 浦里荘
- 片平保育園
- 鳴海西団地
- 平安会館浦里斎場

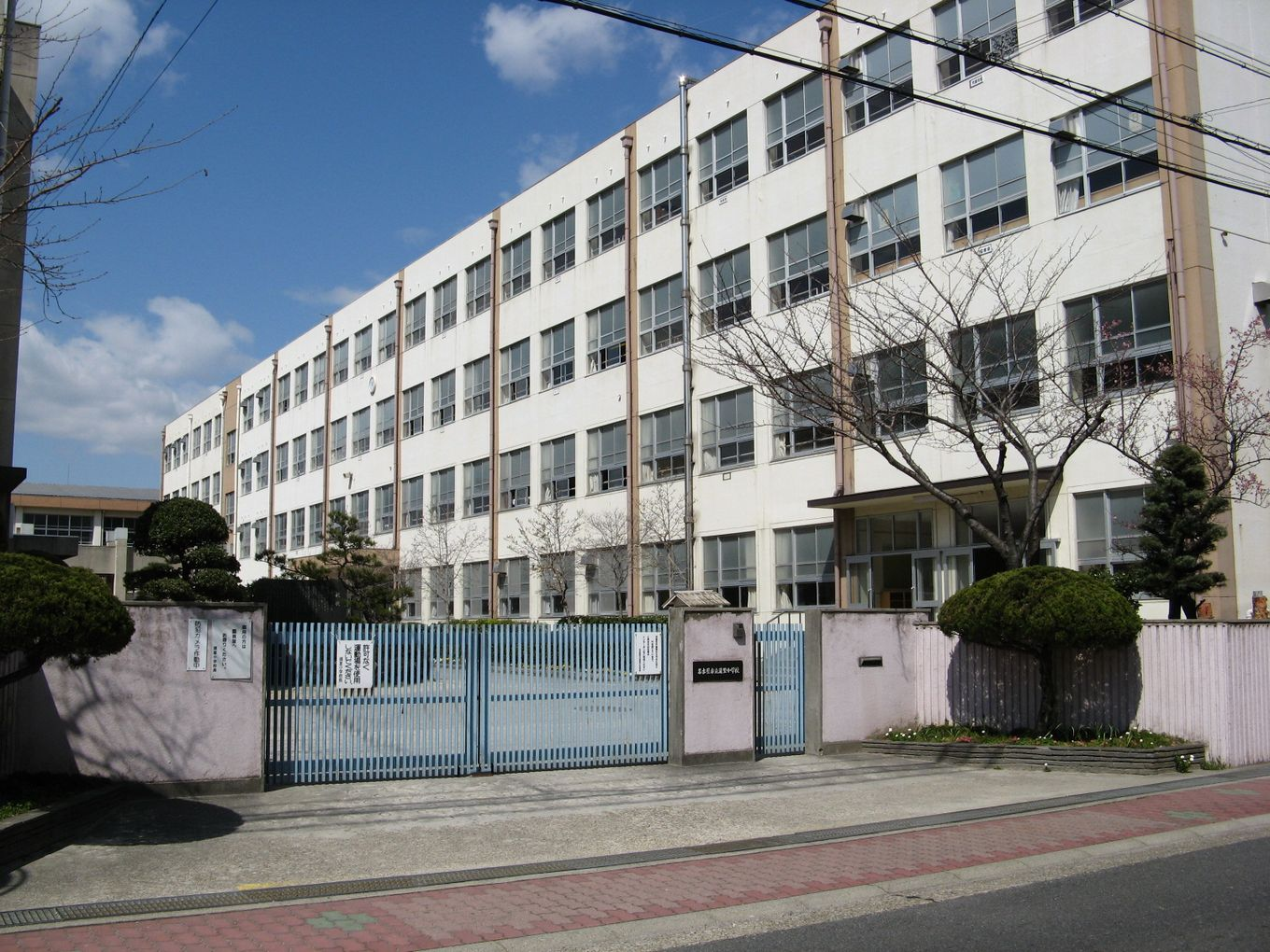
浦里小学校
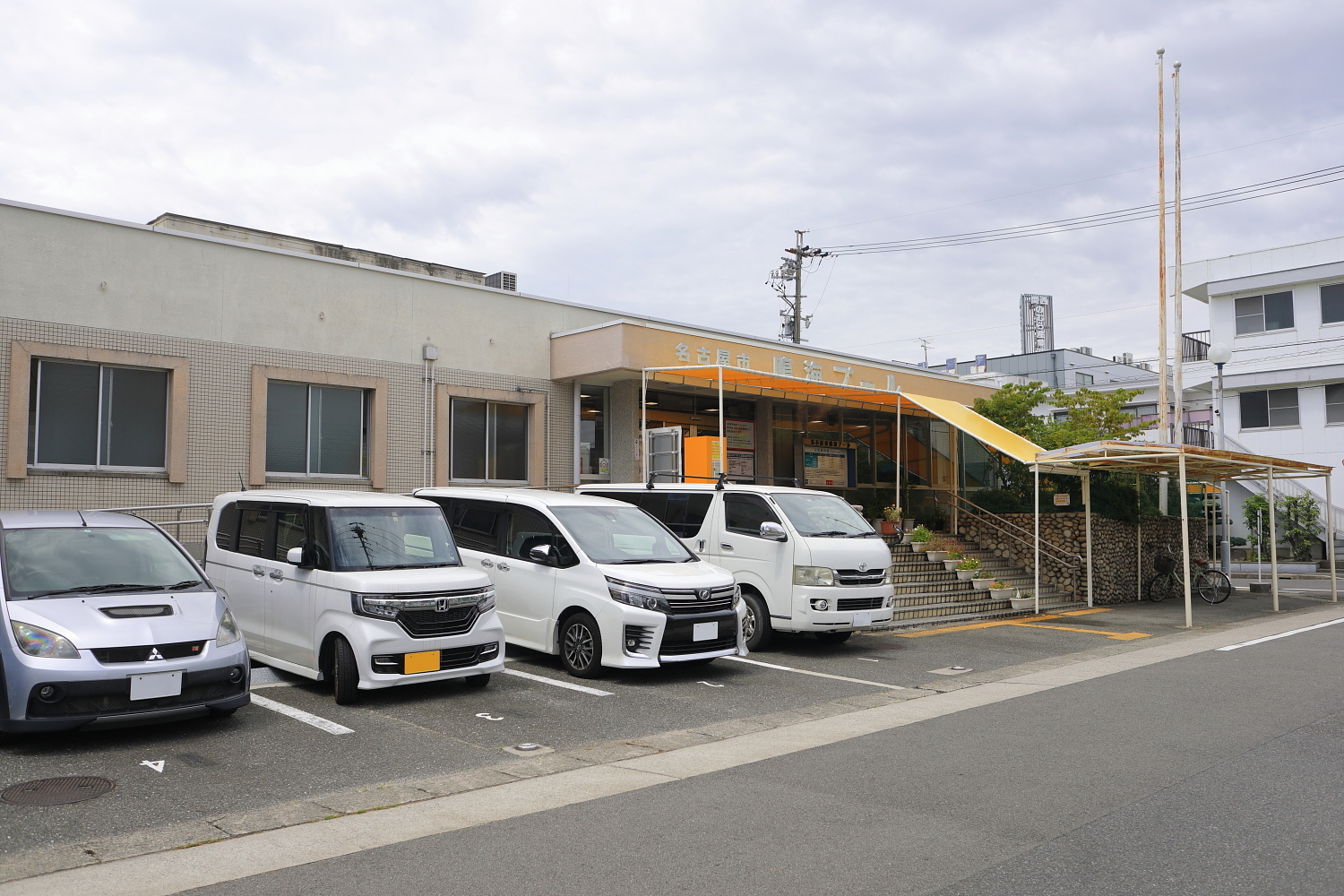
鳴海プール
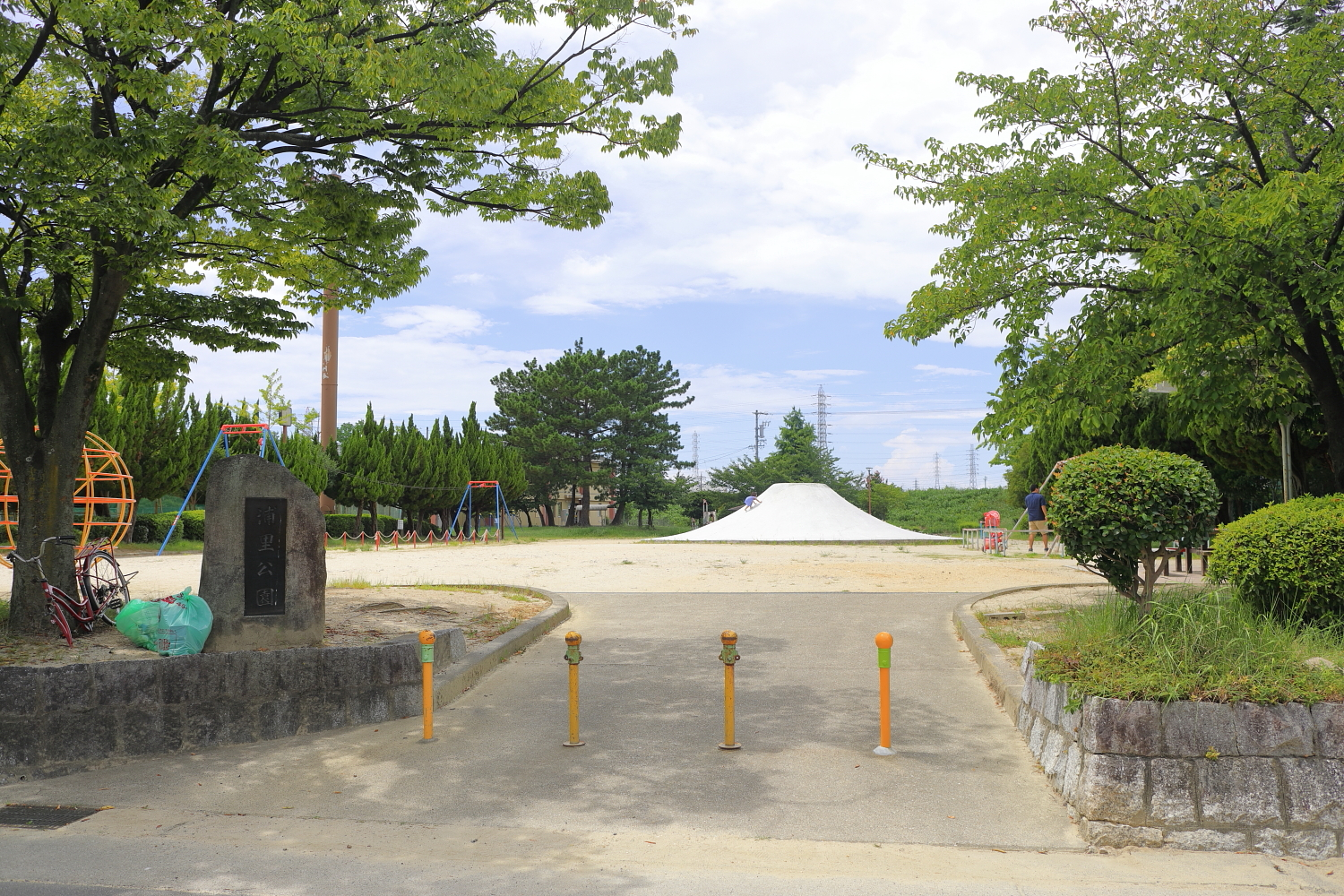
浦里公園
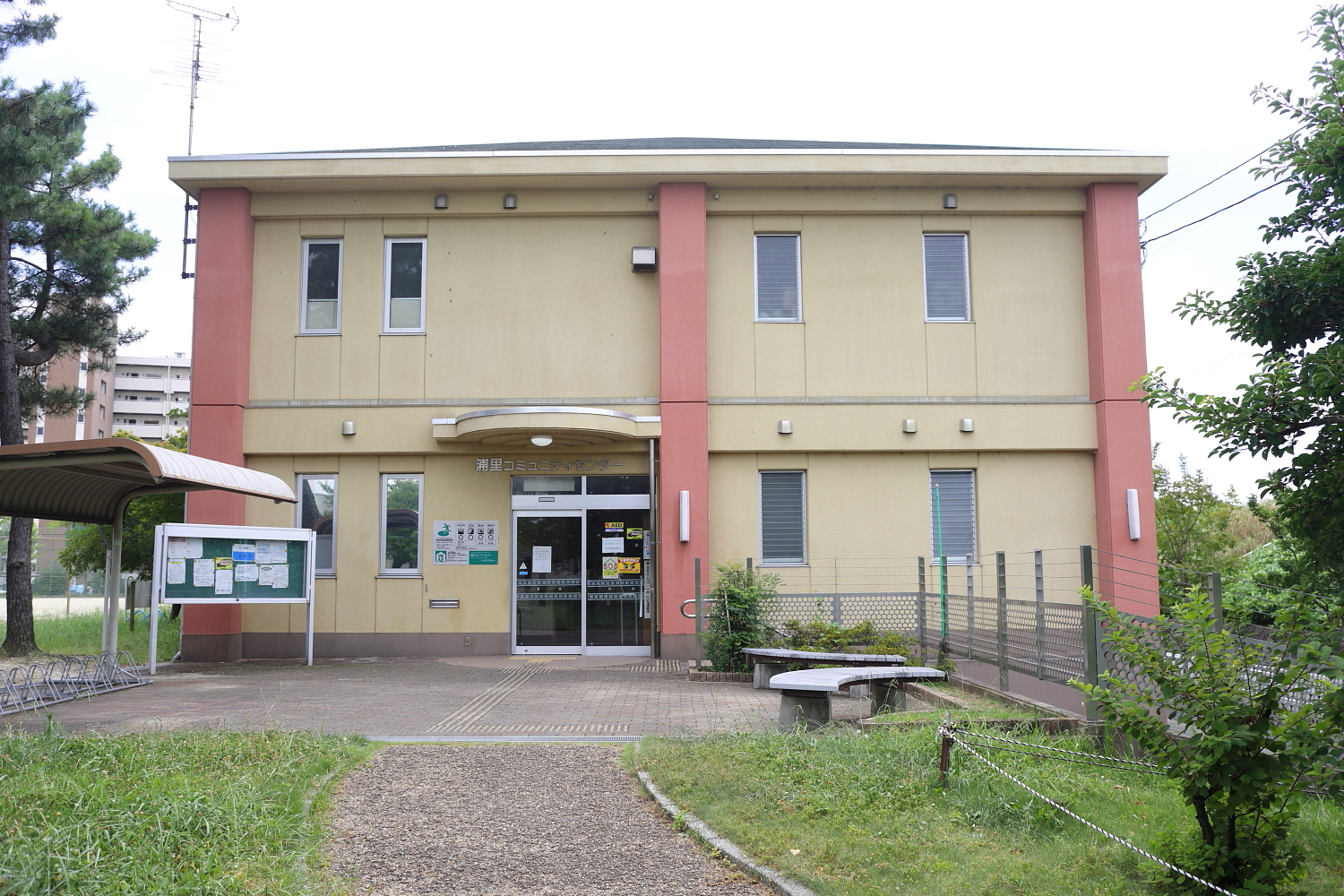
浦里コミュニティセンター
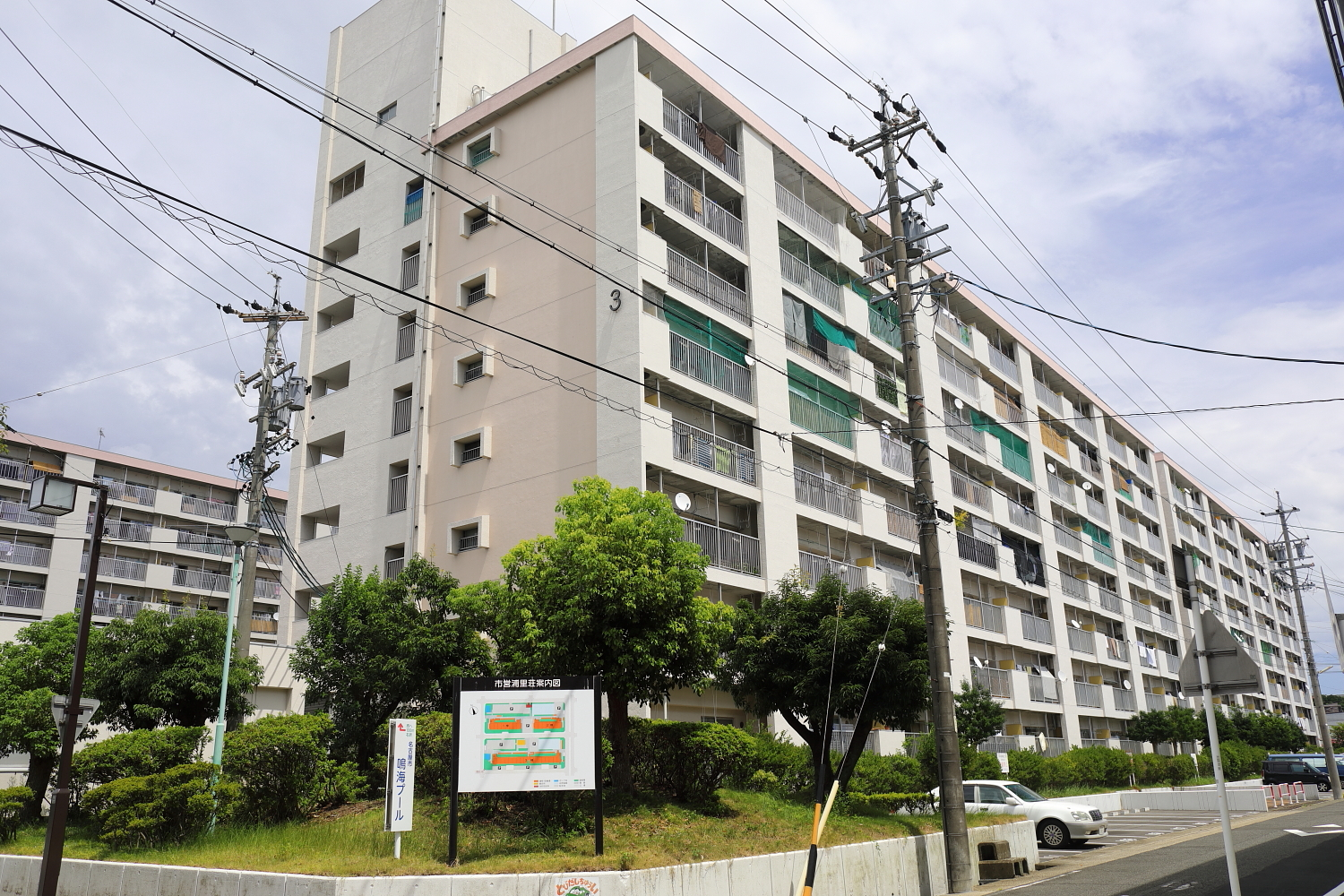
浦里荘

### 浦里二丁目
- 岡崎信用金庫鳴海支店

### 浦里三丁目
- コジマ×ビックカメラ 鳴海店

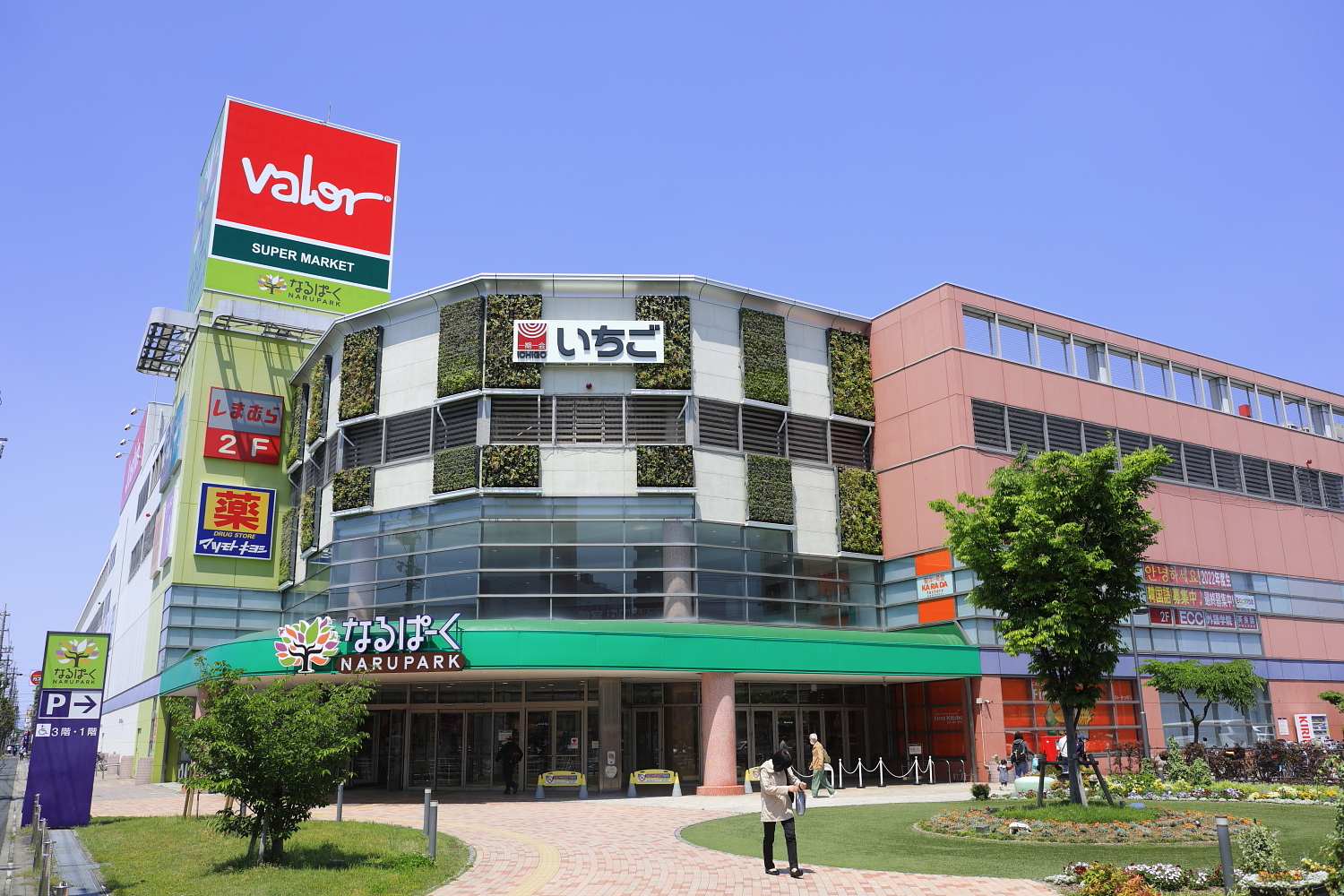
なるぱーく

- なるぱーく

### 浦里四丁目
- 名古屋浦里郵便局
- 中部電力パワーグリッド鳴海変電所
- 県営鳴海住宅
- 南越公園

### 浦里五丁目
- 名古屋市上下水道局鳴海水処理センター

## その他

### 日本郵便
- 郵便番号 : 458-0847[3]（集配局：緑郵便局[14]）。